# Гіппархів цикл
Термін Гіппарів цикл пов'язаний з давньогрецьким астрономом Гіппархом, що встановив його між 148 до н.е. та 126 до н. е. Оскільки Каліппів цикл був точно визначеним відносно тривалості сонячного року (365,25 діб), Гіппарх переглянув його, беручи до уваги прецесію (тривалість повинна бути меншою). Незважаючи на високу точність, Гіппархів цикл не знайшов практичного застосування в календарному рахунку. Причини цього залишаються неясними і загадковими.

## Обґрунтування
Порівнюючи різні значення тропічного року з урахуванням прецесії, Гіппарх встановив його тривалість 365 діб 5 годин 36 хвилин 56 секунд, що рівно на 12 хвилин менше його фактичної тривалості. Гіппарх взяв тривалість у чотири Каліппові цикли (304 роки) і відняв від неї одну добу, отримавши 111035 діб. Таким чином, один календарний рік в середньому становив 111035/304 = 365,24671 діб (365 діб 5 годин 55 хвилин 16 секунд) що більше на 18 хвилин і 20 секунд від обчисленої ним тривалості та лише на 6 хвилин і 20 секунд — від фактичної (за сучасними даними). Похибка в одну добу накопичується приблизно за 227 років. Якщо рахувати похибку відносно тривалості одного місяця, то одна доба накопичиться лише за 16170 років, що вказує на високу точність цього календаря.

## Порівняння тривалості року та місяця в давніх циклах
Характерною особливістю Метонового, Каліппового та Гіппархового циклів є те що вони складалися з цілої кількості діб. Кількості років та місяців також вважалися цілими, з урахуванням точності вимірювання їх тривалості. Наступна порівняльна таблиця показує, за який час у кожному циклі накопичується похибка в одну добу (розрахунок зроблено за припущення, що тривалість доби є незмінною, проте за сучасними даними обертання Землі поступово сповільнюється, отже, тривалість доби збільшується).
| Період         | К-сть діб | К-сть років | К-сть місяців | Тривалість року, діб | Похибка в добу, років | Тривалість місяця, діб | Похибка в добу, років |
| Метонів цикл   | 6940      | 19          | 235           | 365,26316            | 48                    | 29,531915              | 61                    |
| Каліппів цикл  | 27759     | 76          | 940           | 365,25000            | 128                   | 29,530851              | 311                   |
| Гіппархів цикл | 111035    | 304         | 3760          | 365,24671            | 227                   | 29,530585              | 16170                 |
| Сучасні дані   | 365,24220 | 1           | 12,3683       | 365,24220            | ∞                     | 29,530590              | ∞                     |
| -------------- | --------- | ----------- | ------------- | -------------------- | --------------------- | ---------------------- | --------------------- |

Як видно з таблиці, Гіппархів цикл дає найкраще наближення тривалості року та місяця відповідно до сучасних даних. Також, можна помітити, що усі цикли дають меншу похибку для тривалості місяця по відношенню до тривалості року.